# Chriodes javensis
Chriodes javensis là một loài tò vò trong họ Ichneumonidae.